# تتورا
تتورا (به انگلیسی: Tatura) یک شهرک در استرالیا است که در ویکتوریا (استرالیا) واقع شده‌است.